# Championnat du monde junior de rugby à XV 2014
Navigation
Championnat du monde junior 2013 Championnat du monde junior 2015
Le championnat du monde junior de rugby à XV 2014 est la 7e édition de la compétition. Elle se déroule en Nouvelle-Zélande du 2 au 20 juin 2014. C'est la première fois que la Nouvelle-Zélande accueille la compétition.
L'équipe d'Angleterre, déjà vainqueure en 2013, conserve son titre en s'imposant 21 à 20 face à l'Afrique du Sud,.

## Équipes participantes et groupes
| Groupe A       | Groupe B           | Groupe C             |
| -------------- | ------------------ | -------------------- |
| Angleterre -20 | Pays de Galles -20 | Afrique du Sud -20   |
| Australie -20  | France -20         | Nouvelle-Zélande -20 |
| Argentine -20  | Irlande -20        | Samoa -20            |
| Italie -20     | Fidji -20          | Écosse -20           |

## Stades
| Ville    | Stade            | Spect. |
| -------- | ---------------- | ------ |
| Pukekohe | ECOLight Stadium | 12 000 |
| Auckland | QBE Stadium      | 25 000 |
| Auckland | Eden Park        | 50 000 |

## Résultats

### Phase de groupe

#### Groupe A
| Rang | Pays           | J | V | N | D | Bo | Bd | Pm  | Pe  | Diff | Pts |
| ---- | -------------- | - | - | - | - | -- | -- | --- | --- | ---- | --- |
| 1    | Angleterre -20 | 3 | 3 | 0 | 0 | 2  | 0  | 118 | 43  | +75  | 14  |
| 2    | Australie -20  | 3 | 2 | 0 | 1 | 2  | 0  | 89  | 58  | +31  | 10  |
| 3    | Italie -20     | 3 | 1 | 0 | 2 | 0  | 0  | 35  | 118 | -83  | 4   |
| 4    | Argentine -20  | 3 | 0 | 0 | 3 | 2  | 0  | 59  | 82  | -23  | 2   |

|  | Qualifié pour les demi-finales       |
|  | Qualifié pour le classement de 5 à 8 |

| 2 juin 2014 13 h 35 | Argentine -20 | 17 - 36 | Australie -20 | ECOLight Stadium, Pukekohe |
| 2 juin 2014 13 h 35 |               |         |               | ECOLight Stadium, Pukekohe |
| 2 juin 2014 13 h 35 |               |         |               | ECOLight Stadium, Pukekohe |

| 2 juin 2014 17 h 35 | Angleterre -20 | 63 - 3 | Italie -20 | ECOLight Stadium, Pukekohe |
| 2 juin 2014 17 h 35 |                |        |            | ECOLight Stadium, Pukekohe |
| 2 juin 2014 17 h 35 |                |        |            | ECOLight Stadium, Pukekohe |

| 6 juin 2014 15 h 35 | Argentine -20 | 26 - 29 | Italie -20 | QBE Stadium, Auckland |
| 6 juin 2014 15 h 35 |               |         |            | QBE Stadium, Auckland |
| 6 juin 2014 15 h 35 |               |         |            | QBE Stadium, Auckland |

| 6 juin 2014 17 h 35 | Angleterre -20 | 38 - 24 | Australie -20 | QBE Stadium, Auckland |
| 6 juin 2014 17 h 35 |                |         |               | QBE Stadium, Auckland |
| 6 juin 2014 17 h 35 |                |         |               | QBE Stadium, Auckland |

| 10 juin 2014 15 h 35 | Australie -20 | 29 - 3 | Italie -20 | ECOLight Stadium, Pukekohe |
| 10 juin 2014 15 h 35 |               |        |            | ECOLight Stadium, Pukekohe |
| 10 juin 2014 15 h 35 |               |        |            | ECOLight Stadium, Pukekohe |

| 10 juin 2014 17 h 35 | Angleterre -20 | 17 - 16 | Argentine -20 | QBE Stadium, Auckland |
| 10 juin 2014 17 h 35 |                |         |               | QBE Stadium, Auckland |
| 10 juin 2014 17 h 35 |                |         |               | QBE Stadium, Auckland |

#### Groupe B
| Rang | Pays               | J | V | N | D | Bo | Bd | Pm | Pe  | Diff | Pts |
| ---- | ------------------ | - | - | - | - | -- | -- | -- | --- | ---- | --- |
| 1    | Irlande -20        | 3 | 2 | 0 | 1 | 3  | 0  | 86 | 40  | +46  | 11  |
| 2    | Pays de Galles -20 | 3 | 2 | 0 | 1 | 1  | 0  | 82 | 57  | +25  | 9   |
| 3    | France -20         | 3 | 2 | 0 | 1 | 1  | 0  | 59 | 31  | +28  | 9   |
| 4    | Fidji -20          | 3 | 0 | 0 | 3 | 0  | 0  | 24 | 123 | -99  | 0   |

|  | Qualifié pour les demi-finales        |
|  | Qualifiés pour le classement de 5 à 8 |

| 2 juin 2014 15 h 35 | Pays de Galles -20 | 48 - 19 | Fidji -20 | ECOLight Stadium, Pukekohe |
| 2 juin 2014 15 h 35 |                    |         |           | ECOLight Stadium, Pukekohe |
| 2 juin 2014 15 h 35 |                    |         |           | ECOLight Stadium, Pukekohe |

| 2 juin 2014 17 h 35 | France -20 | 19 - 13 | Irlande -20 | QBE Stadium, Auckland |
| 2 juin 2014 17 h 35 |            |         |             | QBE Stadium, Auckland |
| 2 juin 2014 17 h 35 |            |         |             | QBE Stadium, Auckland |

| 6 juin 2014 15 h 35 | France -20 | 37 – 5 | Fidji -20 | ECOLight Stadium, Pukekohe |
| 6 juin 2014 15 h 35 |            |        |           | ECOLight Stadium, Pukekohe |
| 6 juin 2014 15 h 35 |            |        |           | ECOLight Stadium, Pukekohe |

| 6 juin 2014 17 h 35 | Pays de Galles -20 | 21 - 35 | Irlande -20 | ECOLight Stadium, Pukekohe |
| 6 juin 2014 17 h 35 |                    |         |             | ECOLight Stadium, Pukekohe |
| 6 juin 2014 17 h 35 |                    |         |             | ECOLight Stadium, Pukekohe |

| 10 juin 2014 13 h 35 | Irlande -20 | 38 - 0 | Fidji -20 | QBE Stadium, Auckland |
| 10 juin 2014 13 h 35 |             |        |           | QBE Stadium, Auckland |
| 10 juin 2014 13 h 35 |             |        |           | QBE Stadium, Auckland |

| 10 juin 2014 15 h 35 | Pays de Galles -20 | 13 - 3 | France -20 | QBE Stadium, Auckland |
| 10 juin 2014 15 h 35 |                    |        |            | QBE Stadium, Auckland |
| 10 juin 2014 15 h 35 |                    |        |            | QBE Stadium, Auckland |

#### Groupe C
| Rang | Pays                 | J | V | N | D | Bo | Bd | Pm  | Pe  | Diff | Pts |
| ---- | -------------------- | - | - | - | - | -- | -- | --- | --- | ---- | --- |
| 1    | Afrique du Sud -20   | 3 | 3 | 0 | 0 | 2  | 0  | 115 | 37  | +78  | 14  |
| 2    | Nouvelle-Zélande -20 | 3 | 2 | 0 | 1 | 2  | 0  | 126 | 52  | +74  | 10  |
| 3    | Samoa -20            | 3 | 1 | 0 | 2 | 0  | 0  | 47  | 87  | -40  | 4   |
| 4    | Écosse -20           | 3 | 0 | 0 | 3 | 0  | 0  | 30  | 142 | -112 | 0   |

|  | Qualifiés pour les demi-finales      |
|  | Qualifié pour le classement de 5 à 8 |

| 2 juin 2014 15 h 35 | Afrique du Sud -20 | 61 - 5 | Écosse -20 | QBE Stadium, Auckland |
| 2 juin 2014 15 h 35 |                    |        |            | QBE Stadium, Auckland |
| 2 juin 2014 15 h 35 |                    |        |            | QBE Stadium, Auckland |

| 2 juin 2014 19 h 35 | Nouvelle-Zélande -20 | 48 - 12 | Samoa -20 | QBE Stadium, Auckland |
| 2 juin 2014 19 h 35 |                      |         |           | QBE Stadium, Auckland |
| 2 juin 2014 19 h 35 |                      |         |           | QBE Stadium, Auckland |

| 6 juin 2014 13 h 35 | Écosse -20 | 18 - 27 | Samoa -20 | ECOLight Stadium, Pukekohe |
| 6 juin 2014 13 h 35 |            |         |           | ECOLight Stadium, Pukekohe |
| 6 juin 2014 13 h 35 |            |         |           | ECOLight Stadium, Pukekohe |

| 6 juin 2014 19 h 35 | Nouvelle-Zélande -20 | 24 - 33 | Afrique du Sud -20 | QBE Stadium, Auckland |
| 6 juin 2014 19 h 35 |                      |         |                    | QBE Stadium, Auckland |
| 6 juin 2014 19 h 35 |                      |         |                    | QBE Stadium, Auckland |

| 10 juin 2014 17 h 35 | Samoa -20 | 8 - 21 | Afrique du Sud -20 | ECOLight Stadium, Pukekohe |
| 10 juin 2014 17 h 35 |           |        |                    | ECOLight Stadium, Pukekohe |
| 10 juin 2014 17 h 35 |           |        |                    | ECOLight Stadium, Pukekohe |

| 10 juin 2014 19 h 35 | Nouvelle-Zélande -20 | 54 - 7 | Écosse -20 | ECOLight Stadium, Pukekohe |
| 10 juin 2014 19 h 35 |                      |        |            | ECOLight Stadium, Pukekohe |
| 10 juin 2014 19 h 35 |                      |        |            | ECOLight Stadium, Pukekohe |

### Tableau final

#### Classement 9 à 12
|  | Tour de classement                                  | Tour de classement                                  |               |    | Neuvième place                                | Neuvième place                                |
|  | Tour de classement                                  | Tour de classement                                  |               |    | Neuvième place                                | Neuvième place                                |
|  |                                                     |                                                     |               |    |                                               |                                               |
|  | le 15 juin à 12 h 35 à l'ECOLight Stadium, Pukekohe | le 15 juin à 12 h 35 à l'ECOLight Stadium, Pukekohe |               |    | le 20 juin à 15 h 05 au QBE Stadium, Auckland | le 20 juin à 15 h 05 au QBE Stadium, Auckland |
|  | le 15 juin à 12 h 35 à l'ECOLight Stadium, Pukekohe | le 15 juin à 12 h 35 à l'ECOLight Stadium, Pukekohe |               |    | le 20 juin à 15 h 05 au QBE Stadium, Auckland | le 20 juin à 15 h 05 au QBE Stadium, Auckland |
|  | Argentine -20                                       | 38                                                  |               |    | le 20 juin à 15 h 05 au QBE Stadium, Auckland | le 20 juin à 15 h 05 au QBE Stadium, Auckland |
|  | Argentine -20                                       | 38                                                  |               |    | le 20 juin à 15 h 05 au QBE Stadium, Auckland | le 20 juin à 15 h 05 au QBE Stadium, Auckland |
|  | Fidji -20                                           | 12                                                  |               |    | le 20 juin à 15 h 05 au QBE Stadium, Auckland | le 20 juin à 15 h 05 au QBE Stadium, Auckland |
|  | Fidji -20                                           | 12                                                  | Argentine -20 | 41 |                                               |                                               |
|  | le 15 juin à 15 h 05 à l'ECOLight Stadium, Pukekohe |                                                     | Argentine -20 | 41 |                                               |                                               |
|  |                                                     | Écosse -20                                          | 21            |    |                                               |                                               |
|  | Italie -20                                          | Écosse -20                                          | 21            | 18 |                                               |                                               |
|  | Italie -20                                          |                                                     |               | 18 |                                               |                                               |
|  | Écosse -20                                          | 21                                                  |               |    |                                               |                                               |
|  | Écosse -20                                          | 21                                                  | Onzième place |    |                                               |                                               |
|  |                                                     |                                                     |               |    |                                               |                                               |
|  | le 20 juin à 12 h 35 au QBE Stadium, Auckland       |                                                     |               |    |                                               |                                               |
|  |                                                     |                                                     |               |    |                                               |                                               |
|  | Fidji -20                                           | 17                                                  |               |    |                                               |                                               |
|  | Fidji -20                                           | 17                                                  |               |    |                                               |                                               |
|  | Italie -20                                          | 22                                                  |               |    |                                               |                                               |
|  | Italie -20                                          | 22                                                  |               |    |                                               |                                               |

#### Classement 5 à 8
|  | Tour de classement                                  | Tour de classement                           |                |    | Cinquième place                              | Cinquième place                              |
|  | Tour de classement                                  | Tour de classement                           |                |    | Cinquième place                              | Cinquième place                              |
|  |                                                     |                                              |                |    |                                              |                                              |
|  | le 15 juin à 14 h 35 au QBE Stadium, Aucklan        | le 15 juin à 14 h 35 au QBE Stadium, Aucklan |                |    | le 20 juin à 14 h 35 à l'Eden Park, Auckland | le 20 juin à 14 h 35 à l'Eden Park, Auckland |
|  | le 15 juin à 14 h 35 au QBE Stadium, Aucklan        | le 15 juin à 14 h 35 au QBE Stadium, Aucklan |                |    | le 20 juin à 14 h 35 à l'Eden Park, Auckland | le 20 juin à 14 h 35 à l'Eden Park, Auckland |
|  | Australie -20                                       | 53                                           |                |    | le 20 juin à 14 h 35 à l'Eden Park, Auckland | le 20 juin à 14 h 35 à l'Eden Park, Auckland |
|  | Australie -20                                       | 53                                           |                |    | le 20 juin à 14 h 35 à l'Eden Park, Auckland | le 20 juin à 14 h 35 à l'Eden Park, Auckland |
|  | Samoa -20                                           | 16                                           |                |    | le 20 juin à 14 h 35 à l'Eden Park, Auckland | le 20 juin à 14 h 35 à l'Eden Park, Auckland |
|  | Samoa -20                                           | 16                                           | Australie -20  | 34 |                                              |                                              |
|  | le 15 juin à 17 h 35 à l'ECOLight Stadium, Pukekohe |                                              | Australie -20  | 34 |                                              |                                              |
|  |                                                     | France -20                                   | 27             |    |                                              |                                              |
|  | Pays de Galles -20                                  | France -20                                   | 27             | 18 |                                              |                                              |
|  | Pays de Galles -20                                  |                                              |                | 18 |                                              |                                              |
|  | France -20                                          | 19                                           |                |    |                                              |                                              |
|  | France -20                                          | 19                                           | Septième place |    |                                              |                                              |
|  |                                                     |                                              |                |    |                                              |                                              |
|  | le 20 juin à 17 h 35 au QBE Stadium, Auckland       |                                              |                |    |                                              |                                              |
|  |                                                     |                                              |                |    |                                              |                                              |
|  | Samoa -20                                           | 3                                            |                |    |                                              |                                              |
|  | Samoa -20                                           | 3                                            |                |    |                                              |                                              |
|  | Pays de Galles -20                                  | 20                                           |                |    |                                              |                                              |
|  | Pays de Galles -20                                  | 20                                           |                |    |                                              |                                              |

#### Classement 1 à 4
|  | Demi-finales                                  | Demi-finales                                  |                        |    | Finale                                       | Finale                                       |
|  | Demi-finales                                  | Demi-finales                                  |                        |    | Finale                                       | Finale                                       |
|  |                                               |                                               |                        |    |                                              |                                              |
|  | le 15 juin à 17 h 05 au QBE Stadium, Auckland | le 15 juin à 17 h 05 au QBE Stadium, Auckland |                        |    | le 20 juin à 19 h 35 à l'Eden Park, Auckland | le 20 juin à 19 h 35 à l'Eden Park, Auckland |
|  | le 15 juin à 17 h 05 au QBE Stadium, Auckland | le 15 juin à 17 h 05 au QBE Stadium, Auckland |                        |    | le 20 juin à 19 h 35 à l'Eden Park, Auckland | le 20 juin à 19 h 35 à l'Eden Park, Auckland |
|  | Angleterre -20                                | 42                                            |                        |    | le 20 juin à 19 h 35 à l'Eden Park, Auckland | le 20 juin à 19 h 35 à l'Eden Park, Auckland |
|  | Angleterre -20                                | 42                                            |                        |    | le 20 juin à 19 h 35 à l'Eden Park, Auckland | le 20 juin à 19 h 35 à l'Eden Park, Auckland |
|  | Irlande -20                                   | 15                                            |                        |    | le 20 juin à 19 h 35 à l'Eden Park, Auckland | le 20 juin à 19 h 35 à l'Eden Park, Auckland |
|  | Irlande -20                                   | 15                                            | Angleterre -20         | 21 |                                              |                                              |
|  | le 15 juin à 19 h 35 au QBE Stadium, Auckland |                                               | Angleterre -20         | 21 |                                              |                                              |
|  |                                               | Afrique du Sud -20                            | 20                     |    |                                              |                                              |
|  | Afrique du Sud -20                            | Afrique du Sud -20                            | 20                     | 32 |                                              |                                              |
|  | Afrique du Sud -20                            |                                               |                        | 32 |                                              |                                              |
|  | Nouvelle-Zélande -20                          | 25                                            |                        |    |                                              |                                              |
|  | Nouvelle-Zélande -20                          | 25                                            | Match pour la 3e place |    |                                              |                                              |
|  |                                               |                                               |                        |    |                                              |                                              |
|  | le 20 juin à 17 h 05 à l'Eden Park, Auckland  |                                               |                        |    |                                              |                                              |
|  |                                               |                                               |                        |    |                                              |                                              |
|  | Irlande -20                                   | 23                                            |                        |    |                                              |                                              |
|  | Irlande -20                                   | 23                                            |                        |    |                                              |                                              |
|  | Nouvelle-Zélande -20                          | 45                                            |                        |    |                                              |                                              |
|  | Nouvelle-Zélande -20                          | 45                                            |                        |    |                                              |                                              |

#### Classement final
| Rang | Équipe               |
| ---- | -------------------- |
| 1    | Angleterre -20       |
| 2    | Afrique du Sud -20   |
| 3    | Nouvelle-Zélande -20 |
| 4    | Irlande -20          |
| 5    | Australie -20        |
| 6    | France -20           |
| 7    | Pays de Galles -20   |
| 8    | Samoa -20            |
| 9    | Argentine -20        |
| 10   | Écosse -20           |
| 11   | Italie -20           |
| 12   | Fidji -20            |

|  | Relégué en Trophée mondial de rugby à XV des moins de 20 ans |